# Aristillos
Aristillos (grekiska, på latin: Aristillus), var en grekisk astronom från Samos, verksam omkring 300 f.Kr. Han var en av de äldsta astronomerna av den alexandrinska skolan. Aristillos utförde tillsammans med Timocharis den första kända stjärnförteckningen, viktig särskilt för att Hipparchos grundade sin upptäckt av precessionen på denna.
Månkratern Aristillus är uppkallad efter honom.